# 偽隨機識別碼
偽隨機識別碼又稱虛擬隨機碼、虛擬噪聲碼、偽隨機雜訊（Pseudo Random Noise，簡稱 PRN），用以辨識正在傳輸訊息的衛星，從裝置頁面可以查看是由哪些衛星取得的訊號。

## 应用

### GPS
由於GPS是無源系統，用戶端只能接收訊號，不能發射訊號，為了測量發射訊號的衛星與接收器間的距離，需要一種接收器只靠接收訊號就能測量訊號傳遞時間的方式，其中GPS衛星發送兩種測距碼，分別為P碼及C/A碼(皆屬於偽隨機識別碼)。衛星通過一定的公式生成並廣播PRN，接收器也按照相同的方式生成PRN，如此一來就有兩組相同的PRN，因為衛星從發出訊號經過傳輸到裝置接收訊號的過程需要時間，所以當裝置接收到衛星所發送的PRN測距碼時，必然晚於接收器所產生的訊號，藉此透過測量載波在傳輸過程中延遲的相位來測定訊號傳輸延遲的時間，從而進行定位。